# Шипшина трансильванська
Шипшина трансильванська, шипшина транссільванська (Rosa transsilvanica) — вид рослин з родини розових (Rosaceae).

## Опис
Кущ заввишки 100–200 см. Шипи гачкоподібні. Гіпантії залозисті. Квітконіжки рівні гіпантію або його перевищують. Квітки звичайно поодинокі.
Період цвітіння: травень — липень.

## Поширення
В Україні вид зростає на сухих відкритих схилах, у чагарниках, на узліссях — у Закарпатті, Карпатах, Прикарпатті, західному Лісостепу і правобережному злаковому Степу.